# Pūṣan
Pūṣan (devanagari: पूषन्, IAST: Pūṣan; nella grafia anglosassone: Pushan) è una divinità della religione e della mitologia induista, risalente al periodo vedico. È annoverato tra gli Aditya, le divinità solari figlie di Kaśyapa e Aditī.
Pūṣan è il dio degli incontri, dei matrimoni, dei viaggi, delle strade e dell'alimentazione del bestiame. Svolge anche la funzione di psicopompo (guida delle anime), che conduce i defunti nell'altro mondo. Protegge i viaggiatori dai banditi e dalle bestie feroci, e gli uomini dall'essere indebitamente sfruttati da altri uomini. È una guida solidale, un dio benevolo, che guida i suoi seguaci verso ricchi pascoli e altri beni.

## Etimologia
Tradizionalmente, si dice che il nome della divinità derivi dal verbo sanscrito pūṣyati, che significa "far prosperare", anche se si tratta probabilmente un'etimologia popolare.
Molti studiosi moderni ritengono che Pūṣan derivi dal dio proto-indoeuropeo ricostruito *Péh₂usōn, il che lo renderebbe un affine del dio greco Pan. Il collegamento tra Pan e Pūṣan fu proposto per la prima volta dallo studioso tedesco Hermann Collitz nel 1924.

## Attestazioni
Dieci inni nel Rigveda sono dedicati a Pūṣan (incluso uno insieme a Soma e un altro a Indra). A volte viene descritto mentre guida il Sole nel suo corso attraverso il cielo, e negli inni rappresenta il Sole in qualità di guardiano di greggi e armenti. Pūṣan è anche chiamato Kavi, che a sua volta divenne un epiteto di un certo numero di Dei ed anche un titolo che significa "re".
Viene raffigurato con i capelli intrecciati e la barba, e porta un'ascia d'oro, un punteruolo e un pungolo. Il suo carro è trainato da capre.. È un conoscitore di sentieri e un custode di strade, e in questo ruolo protegge le persone da vari pericoli sulle strade, come lupi e agguati. È anche associato ai sentieri divini, alla conoscenza del percorso tra la terra e il cielo, che gli permette di condurre le anime defunte nell'aldilà o alla dimora dei loro avi (Pitri). Viene invocato per custodire bovini, cavalli e pecore, e gli viene chiesto di ritrovare quei bovini che si sono smarriti.
Pūṣan è di solito raffigurato come sdentato. Secondo una narrazione contenuta nella Taittiriya Samhita, Rudra fu escluso dal Daksha yajna, un importante sacrificio in onore di varie divinità. Lui, con rabbia, scagliò una freccia, e Pūṣan si ruppe di conseguenza i denti mentre tentava di mangiare una parte dell'oblazione. Le versioni successive di questa narrazione si trovano nel Ramayana, nel Mahabharata e nei Purana. In queste versioni, Rudra (o Shiva) era adirato perché suo suocero, Daksha, il sacrificatore, non lo aveva invitato. Shiva, con rabbia, diede un calcio a Pūṣan e gli fece cadere i denti mentre stava mangiando l'oblazione. Nelle versioni puraniche, Virabhadra, creato da Shiva da una ciocca dei suoi capelli arruffati, fece cadere i denti di Pūṣan.